# Ophion similis
Ophion similis är en stekelart som först beskrevs av Szepligeti 1905.  Ophion similis ingår i släktet Ophion och familjen brokparasitsteklar. Inga underarter finns listade i Catalogue of Life.